# Spathidexia niveomarginata
Spathidexia niveomarginata là một loài ruồi trong họ Tachinidae.